# Jerome Schmidiger
Jerome Schmidiger (* 1999) ist ein Schweizer Unihockeyspieler, welche beim Nationalliga-A-Verein Zug United unter Vertrag steht.